# Călifar roșu

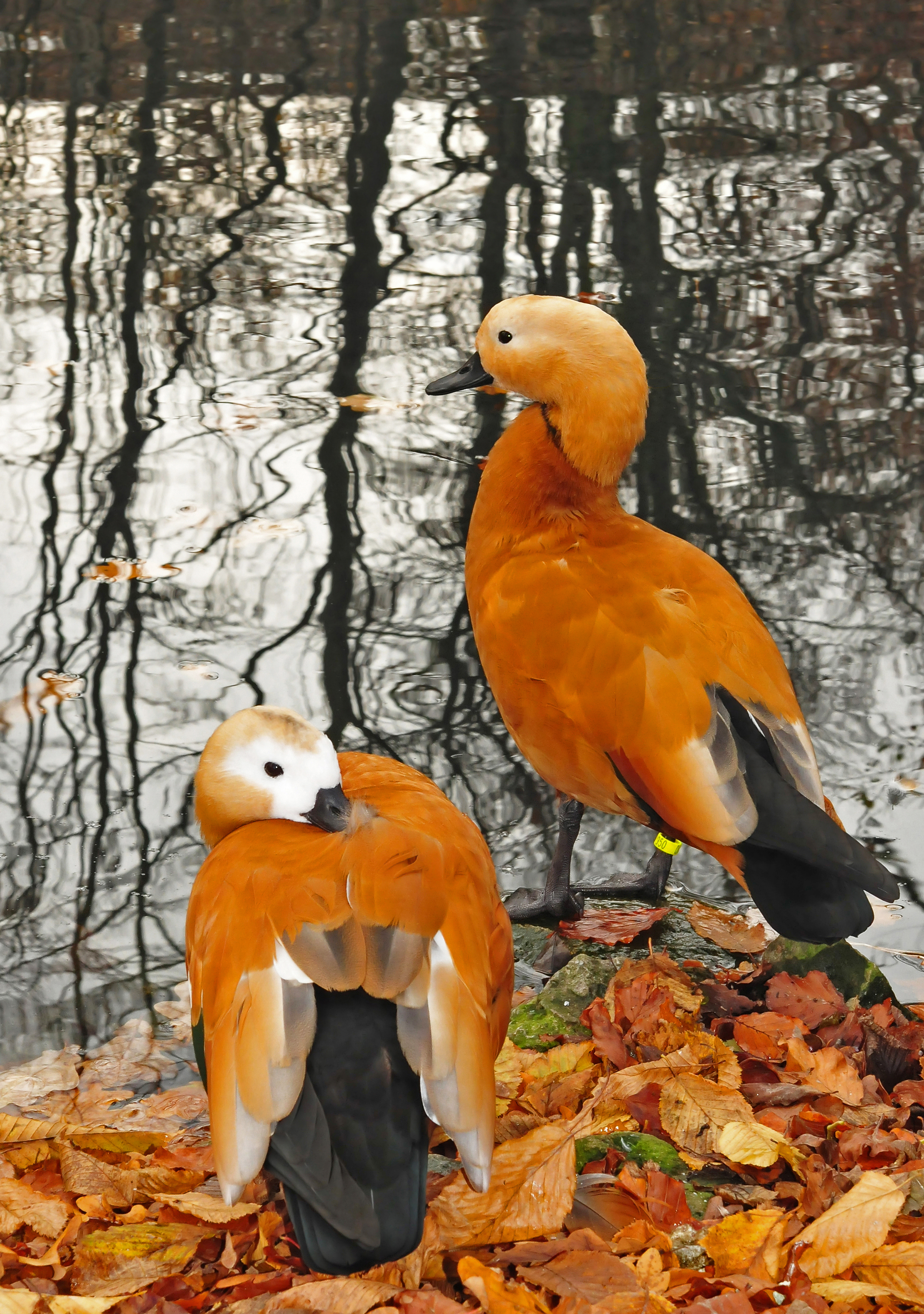
Călifar roșu

## Etimologia denumirii științifice
Numele de gen este numele celtic al călifarului alb (Tadorna tadorna). Numele de specie provine din cuvântul latin ferruginus-de culoare roșie ca rugina, cu referire la penajul păsării.

## Caracterizarea speciei
Călifarul roșu este o specie caracteristică habitatelor de stepă prezente în apropierea malurilor sărăturate ale lacurilor. Lugimea corpului este de 58-70 cm și are o greutate medie de 1000-1600 g. Anvergura aripilor este cuprinsă între 110-135 cm. Masculul are spre deosebire de femelă o dungă neagră pe gât. Se hrănește cu plante specifice regiunii de stepă, semințe, dar și cu insecte, crustacei, moluște, pești, broaște și viermi.

## Localizare și comportament
Este o specie prezentă mai mult în sudul și estul continentului european. Pentru odihnă și hrănire este mai puțin dependentă de apă decât alte rude ale sale și poate fi observată în timpul cuibăritului la distanțe considerabile de corpurile de apă. Zborul este liniștit, fără bătăi repezite din aripi (C. Rosetti Bălănescu). Iernează în sud-estul Europei. Datorită penajului atractiv este păstrată și în captivitate, în colecții ornitologice și în parcuri, mai ales în nordul și vestul Europei.

## Populație
Populația estimată a speciei este relativ mică, cuprinsă între 19.000-33.000 de perechi. A manifestat un declin accentuat în perioada 1970-1990. Populația a continuat să descrească în Turcia și în perioada 1990-2000 iar în Rusia tendința nu a fost apreciată, astfel încât pe ansamblu se consideră că specia manifestă un declin semnificativ. Populația estimată în România este de 20-25 de perechi, iar efectivele cele mai mari sunt înregistrate în Turcia și Rusia.

## Reproducere
Sosește din teritoriile de iernare în lua martie. Cuibărește în galerii (vizuini) săpate în sol, crăpături ale stâncilor și scorburi. Cuibul este căptușit cu vegetație, puf și pene. Femela depune în perioada aprilie-mai 8-11 ouă ce au o dimensiune medie de 66,4x46,8 mm. În această perioadă masculul veghează asupra cuibului. Puii devin zburători la 55 de zile.

## Amenințări și măsuri de conservare
Degradarea zonelor umede și introducerea peștilor exotici, vânătoarea și dezvoltarea urbană sunt principalele pericole ce afectează specia. Măsurile de conservare trebuie îndreptate către menținerea sau refacerea teritoriilor de cuibărit și oprirea vânătorii.

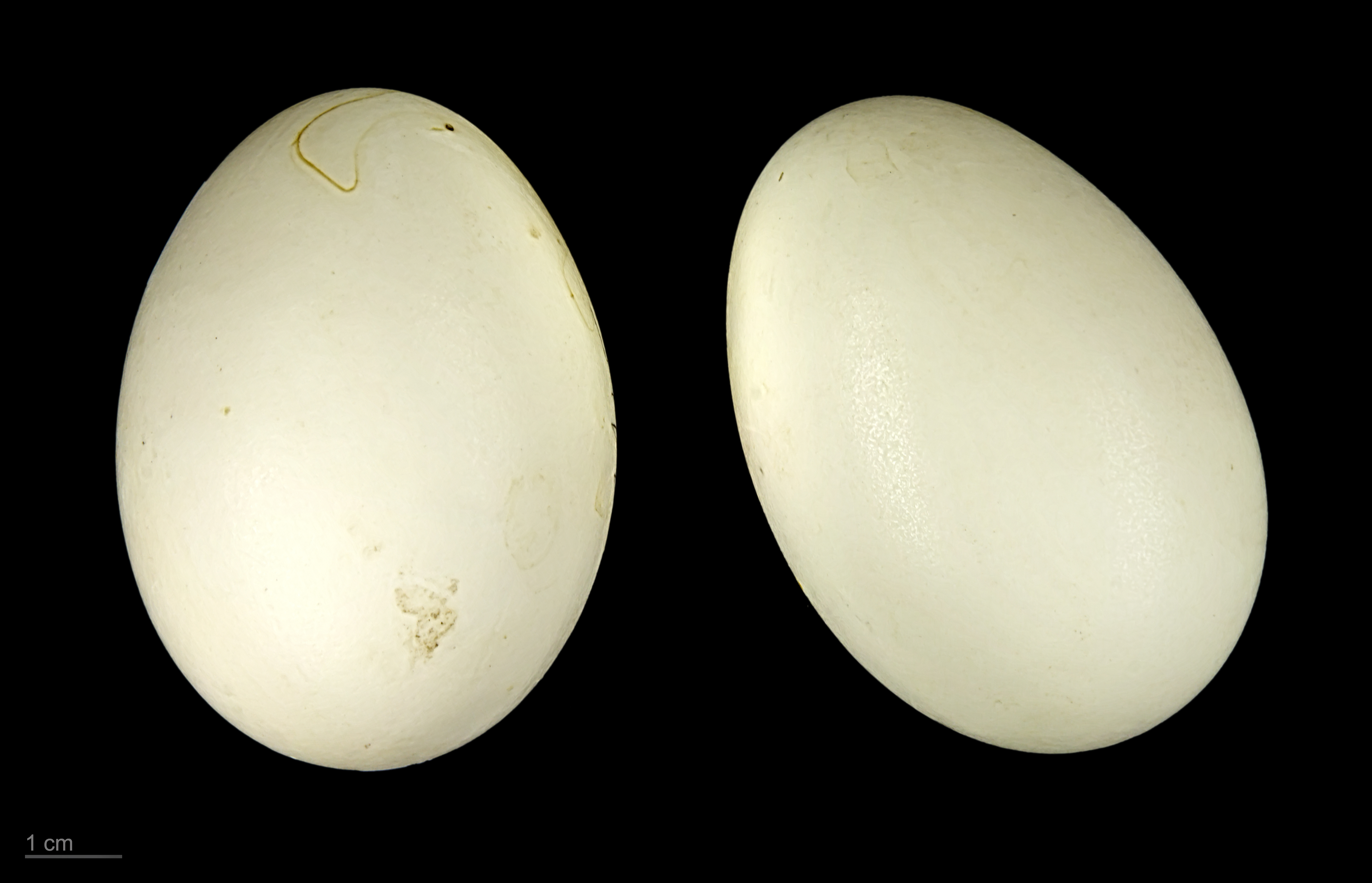
Ouă de călifar roșu

## Rezervații desemnate pentru conservare
Allah Bair-Capidava, Balta Vederoasa, Lacul Beibugeac, Lacul Bugeac, Lacul Dunăreni, Lacul Oltina, Limanu-Herghelia, Mața-Cârja-Rădeanu, Pădurea Babadag, Pădurea Hagieni, Pescăria Cefa-Pădurea Rădvani, Suhaia.